# Wolchulsan
Wolchulsan eller Wolchul-pong är ett berg i Sydkorea.   Det ligger i provinsen Södra Jeolla, i den södra delen av landet, 300 km söder om huvudstaden Seoul. Toppen på Wolchulsan är 809 meter över havet.
Terrängen runt Wolchulsan är huvudsakligen kuperad, men åt nordväst är den platt. Wolchul-pong är den högsta punkten i trakten. Runt Wolchul-pong är det ganska tätbefolkat, med 72 invånare per kvadratkilometer. I omgivningarna runt Wolchulsan växer i huvudsak blandskog.
I bergstrakten kring Wolchulsan inrättades Wolchulsan nationalpark.